# Cottus ricei
Cottus ricei és una espècie de peix d'aigua dolça pertanyent a la família dels còtids.

## Descripció
Fa 13,4 cm de llargària màxima (normalment, en fa 6). Probablement s'alimenta de crustacis planctònics i larves d'insectes aquàtics). La posta es produeix a final d'estiu o principi de tardor.

## Depredadors
Als Estats Units és depredat per Lota lota i Salvelinus namaycush.

## Hàbitat
És un peix d'aigua dolça, demersal i de clima temperat del Canadà i dels Estats Units. Habita zones rocoses de rieres i rius ràpids. També es troba als llacs.

## Observacions
És inofensiu per als humans.